# パリナコータ県
パリナコータ県（スペイン語: Provincia de Parinacota）は、チリ北端のアリカ・イ・パリナコータ州 (XV) にある2つの県のうちの1つである。県都はプトレ。県の名称はパリナコータ山からきている。

## 歴史
2007年10月8日、20.175条法（2007年3月23日に有効）が執行された。これは、アリカ市の大統領ミシェル・バチェレによって署名された。法では、以前のタラパカ州を2つに分けた。北部はアリカ・イ・パリナコータ州 (XV) に、南側はタラパカ州 (I) になった。

## 地理と人口動態
以下は、国立統計研究所（INE）の2002年国勢調査による。
- 面積：8,146.9 km2 (3,146 sq mi)
- 人口：3,156人 - アンタルティカ・チレーナ県に次いで国内で2番目に少ない。
  - 男性：2,106
  - 女性：1,050
- 人口密度：0.4人/k㎡（1人/平方マイル） - 国内で5番目に人口密度が低い。
- 人口増加率：17.3%（659人） - 1992年〜2002年

## 行政
県であるパリナコータは、第二級行政区画であり、北部のヘネラル・ラゴスと南部のプトレの2つのコムーナ（スペイン語：comunas）から構成される。プトレ町は、県都として機能している。県知事は大統領が任命する。Enrique Gaspar Ramosは、大統領のセバスティアン・ピニェラに任命された。